# Valentin Khromov
Valentin Konstantinovitch Khromov (en russe : Валентин Константинович Хромов) né le 2 décembre 1933 à Moscou et mort le 11 novembre 2020, est un poète russe.

## Biographie
Valentin Khromov nait le le 2 décembre 1933 à Moscou. Il étudie à l'école avec l'artiste Anatoli Zverev (ru),. Il est diplômé de l'institut des langues étrangères. 
C'est l'un des premiers poètes de sa génération à utiliser le genre du palindrome.
Au milieu des années 1950, il est membre des Poètes de la mansarde, ou groupe de Tchertkov, l'un des premiers cercles de poètes à essayer de soustraire à la censure littéraire en URSS,.
Il est l'auteur de plusieurs ouvrages critiques sur la poésie, ainsi que d'essais sur des artistes et poètes.

## Citation
« Nous n'avons jamais vécu dans la chrainologie officielle. Ils considèrent, qu'il n'y a pas d'auteurs affranchis de la politique. Comment le savoir? Mais aucun de nous ne croit au XXe congrès et au « dégel de Khrouchtchev », ni à la «  démocratie d'Eltsine », ni à la « thérapie de choc de Gaidar ». Ils sont cannibales, ils sont des cannibales »

— Leonid Khromov, 2016